# Ișun (Krasnoperekopsk)
Ișun (în ucraineană Ішунь) este localitatea de reședință a comunei Ișun din raionul Krasnoperekopsk, Republica Autonomă Crimeea, Ucraina.

## Demografie
Componența lingvistică a localității Ișun
     Rusă (65,28%)
     Ucraineană (25,35%)
     Tătară crimeeană (6,29%)
     Alte limbi (0,5%)
Conform recensământului din 2001, majoritatea populației localității Ișun era vorbitoare de rusă (65,28%), existând în minoritate și vorbitori de ucraineană (25,35%) și tătară crimeeană (6,29%).